# Нотарио, Антонио
Антонио Нотарио Каро (исп. Antonio Notario Caro; 19 ноября 1972, Матаро, Испания) — испанский футболист, вратарь. Бывший игрок «Севильи» и ряда других испанских клубов. Обладатель Кубка УЕФА.

## Карьера
Нотарио родился в Матаро, Каталония. В начале своей карьеры он играл в основном с андалузских клубах — «Гранаде» (два сезона), «Мурсии», «Полидепортиво Альмерии» и «Гуадиксе» (третий дивизион), а также один год отыграв за резерв Валенсии.
Летом 2000 года Нотарио переехал в «Севилью», где он провел в итоге свои лучшие годы. В первом своем сезоне он стал основным вратарем команды и сохранял своё место в составе до сезона 2005/06, когда Андрес Палоп вытеснил его из основы. При этом он сыграл 8 матчей в победном для клуба Кубке УЕФА.
В сезоне 2006/07 Нотарио выиграл Сегунду с «Мурсией». Он оставался в основе клуба и в следующем сезоне, пока новый тренер Хавьер Клементе не сделал ставку на уругвайца Фабиана Карини.
В августе 2008 года Нотарио перешёл в «Сельту». После единственного сезона, омраченного дисциплинарными проблемами, 36-летний голкипер подписал однолетний контракт с «Альбасете».
10 октября 2009 года Нотарио подрался с бывшим одноклубником по Сельте Давидом Каталой в конце домашнего матча. В итоге он был дисквалифицирован на четыре матча (позже срок сократили до двух матчей), а вернувшись, обнаружил, что место в воротах занято Хесусом Кабреро. В итоге Нотарио принял решение завершить карьеру.

## Достижения
- Кубок УЕФА: 2005/06
- Победитель Сегунды: 2000/01